# Bullet in a Bible
Bullet in a Bible (englisch für Patronenkugel in einer Bibel) ist ein Live-Album der US-amerikanischen Punkband Green Day, das am 11. November 2005 in Deutschland veröffentlicht wurde und in den deutschen Musikcharts den Direkteinstieg auf Platz 7 schaffte. Bullet in a Bible dokumentiert die zwei größten Konzerte von Green Day, bei denen sie am 18. und 19. August 2005 im Milton Keynes National Bowl (England) vor jeweils über 65.000 Menschen spielten. Obwohl sie 20 Songs in ihrem Live-Repertoire zur Verfügung hatten, wurden nur 14 davon auf die Platte Bullet in a Bible aufgenommen.
Die DVD zeigt eine über 65 Minuten dauernde Live-Performance von Green Day, gemischt mit Behind-the-Scenes-Teilen und offenen Interviews mit jedem Bandmitglied, in denen sie über ihre Karriere und das Touren durch die Welt erzählen.
Seit dem 3. Juli 2009 ist das Konzert zusätzlich auf Blu-ray Disc erhältlich.

## Titelliste
Alle Lieder sind von Billie Joe Armstrong geschrieben, Ausnahmen angegeben.
1. American Idiot – 4:33
2. Jesus of Suburbia – 9:22
  1. Jesus of Suburbia
  2. City of the Damned
  3. I Don’t Care
  4. Dearly Beloved
  5. Tales of Another Broken Home
3. Holiday – 4:12
4. Are We the Waiting – 2:49
5. St. Jimmy – 2:55
6. Longview – 4:45
7. Hitchin’ a Ride – 4:04
8. Brain Stew – 3:03
9. Basket Case – 2:58
10. King for a Day (Shout)/Animationen
11. Wake Me Up When September Ends – 5:03
12. Minority – 4:19
13. Boulevard of Broken Dreams – 4:44
14. Good Riddance (Time of Your Life) – 3:26

## Kommerzieller Erfolg

### Chartplatzierungen
| ChartsChartplatzierungen       | Höchstplatzierung | Wochen |
| ------------------------------ | ----------------- | ------ |
| Deutschland (GfK)              | 7 (15 Wo.)        | 15     |
| Österreich (Ö3)                | 5 (17 Wo.)        | 17     |
| Schweiz (IFPI)                 | 11 (18 Wo.)       | 18     |
| Vereinigte Staaten (Billboard) | 8 (14 Wo.)        | 14     |
| Vereinigtes Königreich (OCC)   | 6 (16 Wo.)        | 16     |

| ChartsJahrescharts (2006)      | Platzierung |
| ------------------------------ | ----------- |
| Österreich (Ö3)                | 62          |
| Vereinigte Staaten (Billboard) | 149         |

### Auszeichnungen für Musikverkäufe
| Land/Region                  | Auszeichnungen für Musikverkäufe (Land/Region, Auszeichnung, Verkäufe) | Verkäufe |
| ---------------------------- | ---------------------------------------------------------------------- | -------- |
| Australien (ARIA)            | Platin                                                                 | 70.000   |
| Dänemark (IFPI)              | Gold                                                                   | 20.000   |
| Deutschland (BVMI)           | Gold                                                                   | 150.000  |
| Irland (IRMA)                | 2× Platin                                                              | 30.000   |
| Mexiko (AMPROFON)            | Gold                                                                   | 50.000   |
| Neuseeland (RMNZ)            | Platin                                                                 | 15.000   |
| Österreich (IFPI)            | Gold                                                                   | 15.000   |
| Portugal (AFP)               | Gold                                                                   | 10.000   |
| Schweden (IFPI)              | Gold                                                                   | 30.000   |
| Vereinigtes Königreich (BPI) | Platin                                                                 | 300.000  |
| Insgesamt                    | 6× Gold · 5× Platin ·                                                  | 690.000  |

Hauptartikel: Green Day/Auszeichnungen für Musikverkäufe